# Albese con Cassano
Albese con Cassano – miejscowość i gmina we Włoszech, w regionie Lombardia, w prowincji Como.
Według danych na rok 2004 gminę zamieszkiwało 3986 osób, 498,2 os./km².